# Norbert Vornehm

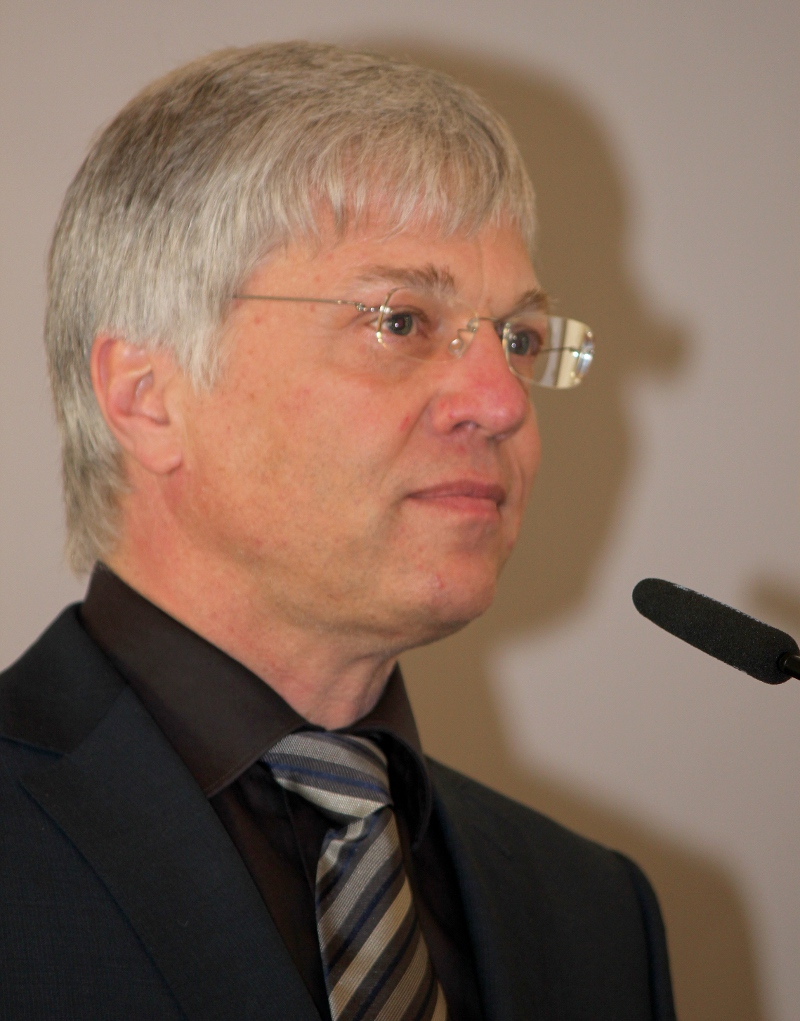
Norbert Vornehm (SPD) im April 2011

Norbert Vornehm (* 9. Februar 1955 in Stuttgart) ist ein deutscher Politiker und Gewerkschafter und war von Juli 2006 bis Juni 2012 Oberbürgermeister der Stadt Gera. Er ist langjähriges Mitglied der SPD, trat bei den Oberbürgermeisterwahlen aber als von der SPD sowie den Grünen und der Linken unterstützter, formal unabhängiger Kandidat an. Im Jahr 2012 wurde er als Oberbürgermeister abgewählt; 2014 scheiterte seine Kandidatur für das Amt des Oberbürgermeisters von Naumburg (Saale).

## Werdegang

### Ausbildung
Nach dem Abitur im Jahr 1974 am Stuttgarter Hegel-Gymnasium studierte er Verwaltungswissenschaften in Konstanz und Berlin. Im Jahr 1984 promovierte er an der Universität Konstanz zum Dr. rer. soc. (Doktor der Sozialwissenschaften) mit der Arbeit Norm und Funktion gewerkschaftlicher Basistrukturen in Wales (veröffentlicht 1985 unter dem Titel Organisation und Basis).

### Berufliche Laufbahn
Ab dem Jahr 1985 war Vornehm in zahlreichen politisch-wissenschaftlichen Funktionen tätig. Zunächst war er Wissenschaftlicher Mitarbeiter für die Staatskanzlei des Landes Nordrhein-Westfalen sowie für den SPD-Bundestagsabgeordneten Peter Conradi. Außerdem war er kurzzeitig (1985 bis 1986) Referent der SPD-Fraktion im Rat der Stadt Köln. In den Jahren 1986 bis 1991 war er Mitglied des Hauptvorstandes der Gewerkschaft ÖTV.
Nachdem er unter anderem leitende Positionen in den Nahverkehrsbetrieben von Kassel und Heidelberg eingenommen hatte, wurde er 1996 zum Geschäftsführer der Geraer Verkehrsbetrieb GmbH (GVB) ernannt. Im Jahr 1998 wurde der GVB der Geraer Stadtwerke AG eingegliedert, Vornehm wurde deren Vorstandsvorsitzender.

### Politik

#### In der Stadt Gera
Durch seine Tätigkeit in den Stadtwerken gehörte Vornehm zu den einflussreichsten Personen der Stadt Gera und wurde daher für die Oberbürgermeisterwahl 2006 von SPD, Bündnis 90/Die Grünen und Linkspartei.PDS als formal unabhängiger Kandidat aufgestellt. Im ersten Wahlgang am 6. Mai 2006 erhielt Vornehm bereits einen deutlichen Vorsprung von rund 44,4 % der Stimmen vor dem damaligen Amtsinhaber Ralf Rauch, der 29,4 % der Stimmen erhielt. Im zweiten Wahlgang, der 14 Tage später stattfand, konnte Vornehm schließlich gegen Rauch die absolute Mehrheit (54,7 %) erlangen. Am 1. Juli 2006 wurde Vornehm in sein Amt als neuer Geraer Oberbürgermeister eingeführt.
In seiner Funktion als Oberbürgermeister wurde Vornehm am 1. Oktober 2006 zum Mitglied des Verwaltungsrates der Landesbank Hessen-Thüringen (Helaba) berufen.
Ende 2006 kündigte Vornehm an, an Geras zentralem Platz eines der modernsten kommunalen Servicecenter in Deutschland einzurichten, in dem die Bürger fast alle Behördengänge zentral erledigen können. Es wurde am 1. Dezember 2006 eröffnet.
Im Oktober 2009 gehörte Vornehm mit seinem Erfurter Amtskollegen Andreas Bausewein zu den Initiatoren einer Unterschriftensammlung an der Thüringer SPD-Basis, die sich gegen die Koalitionsverhandlungen von SPD-Landeschef Christoph Matschie mit der CDU richtete.
Bei der Wahl 2012 bewarb sich Vornehm erneut um das Amt des Oberbürgermeisters der Stadt Gera, scheiterte jedoch in der Stichwahl an Viola Hahn, die zur neuen Oberbürgermeisterin gewählt wurde.

#### In Naumburg (Saale)
Im Januar 2014 wurde bekannt, dass die Gemeinderatsfraktionen der SPD, FDP, Bündnis 90/Die Grünen und Die Linke in Naumburg (Saale) Norbert Vornehm als gemeinsamen Kandidaten zur Oberbürgermeisterwahl aufstellen würden. Bei der Wahl am 25. Mai 2014 landete Vornehm mit 14,83 % der Stimmen hinter Amtsinhaber Bernward Küper (53,95 %) und dem parteilosen Kandidaten Henrik Schumann (26,92 %) auf dem dritten Platz.

## Familie
Vornehm ist verheiratet und Vater von zwei Kindern.